# Динамика (музика)
Динамика је однос музичких тонова према њиховој јачини.
Два основна супротна динамичка ступња називају се пијано (pianoтихо) скраћено p и форте (forteјако) скраћено f. За постепени прелаз из тише у јачу динамику употребљава се израз cresendo (крешендо), што значи постепено појачавајући, а за постепени прелаз из јаче у тишу динамику употребљава се израз decresendo (декрешендо), што значи постепено утишавајући.